# Amanda Detmer
Amanda Jeannette Detmer (født 27. september 1971 i Chico, Californien) er en amerikansk skuespillerinde, der har optrådt i forskellige film og tv-shows.
Detmer voksede op i Chico, Californien som datter af Susan og Melvin Detmer. Hun gik på California State University i Chico, og efter hendes bachelor uddannelse besluttede hun at afslutte sin Master of Fine Arts fra NYU's Tisch School of the Arts.
Detmer havde debut på skærmen i 1995 med filmen Stolen Innocence, og hun fik sit gennembrud med komedien Drop Dead Gorgeous, hvor hun spillede Miss Minneapolis i skønhedskonkurrencen. Detmer har også haft bemærkelsesværdige optrædener i Final Destination som Terry Chaney, Boys and Girls, Saving Silverman, The Majestic og Big Fat Liar. Hun var også med i filmen Proof of Lies fra 2006 og What About Brian (som Deena) og Private Practice (som Morgan).

## Filmografi
| År   | Titel              | Rolle                  |
| ---- | ------------------ | ---------------------- |
| 1999 | Drop Dead Gorgeous | Miss Minneapolis       |
| 2000 | Boys and Girls     | Amy                    |
| 2000 | Final Destination  | Terry Chaney           |
| 2001 | Saving Silverman   | Sandy Perkins          |
| 2002 | Big Fat Liar       | Monty Kirkham          |
| 2002 | Kiss the Bride     | Danisa 'Danni' Sposato |
| 2004 | Extreme Dating     | Lindsay Culver         |
| 2006 | You, Me and Dupree | Annie                  |
| 2008 | AmericanEast       | Kate                   |
| 2008 | American Crude     | Olivia                 |